# COB FC
COB FC (vollständiger Name: The College of The Bahamas Football Club) ist ein Fußballverein auf den Bahamas. Der Verein spielt in der Saison 2014/15 in der BFA Senior League, der höchsten Spielklasse des Fußballverbands der Bahamas.